# 朱莉婭·法爾內塞

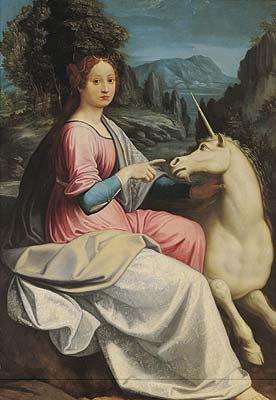
《獨角獸和貴婦人》，盧卡·隆吉

茱莉婭·法爾內塞（義大利語：Giulia Farnese，1474年—1524年3月23日），義大利卡尼諾人，是教皇亞歷山大六世的情婦。她為人所知的名稱就是「Giulia la bella」。Bella在義大利語就是美人的意思。羅倫佐·普奇描述她是「最值得注視的可人兒」。亞歷山大六世的兒子切薩雷·波吉亞形容她擁有「古銅的膚色、黑眼睛、圓圓的面孔和特別的香气」。

## 家族
茱莉婭於1474年生於義大利卡尼諾，父親為蒙塔爾托迪卡斯楚領主皮耶·路易吉·法爾內塞（Pier Luigi Farnese），母親是古老貴族家族出生的喬凡內拉·卡耶塔尼（Giovannella Caetani），教宗格拉修二世、博義八世是她的先祖。茱莉婭在五個兄弟姊妹中排行第三，她的大哥亞歷山德羅·法爾內塞成為了教宗，也就是保祿三世，她的二哥巴托羅密歐繼承了蒙塔爾托迪卡斯楚領主頭銜並娶了摩納德斯基家族的尤蘭達·摩納德斯基（Iolanda Monaldeschi）為妻，並有了後代，她的弟弟，安傑洛(Angelo)同樣也成為了一位領主，並娶了奧爾西尼家族的雷拉（Lella）為妻，她的妹妹是吉羅拉瑪（Girolama）。

## 婚姻與成為亞歷山大六世的情婦
茱莉婭於1489年3月21日與奧爾西諾·奧爾西尼（Orsino Orsini）於羅馬成婚，她獲得3,000弗羅林（約等於現在的50萬美元） 作為嫁妝。奧爾西諾被形容為斜眼、缺乏自信心的一個人，而奧爾西諾的母親是阿德里亞娜·德·米拉（Adriana de Mila），時任教廷副大法官羅德里哥·波吉亞（也就是後來的教宗亞歷山大六世）的表妹。
根據義大利作家瑪麗亞·貝隆齊（Maria Bellonci）所言，亞歷山大六世何時愛上茱莉婭並決定讓她成為情婦的時間點是不確定的，但可以確定的是，奧爾西諾的母親阿德里亞娜在這其中扮演著推波助瀾的角色，因為她期望這樣可以為她的繼子在梵蒂岡獲得更高的地位。
1493年，茱莉婭與阿德里亞娜及魯克蕾齊亞·波吉亞一起居住在一間靠近梵蒂岡城的新修房子裡，以便亞歷山大六世能隱密的拜訪她們，也在這時開始，茱莉婭與魯克蕾齊亞變成親密的朋友。茱莉婭與教宗的戀情廣泛的被世人所熟知，人們稱茱莉婭為「教宗的婊子」或者諷刺的說她為「基督的新婦」。
她藉由自己對亞歷山大六世的影響力，成功的讓她的大哥亞歷山德羅成為了一位樞機，這大大提升了法爾內塞家族的勢力，並為亞歷山德羅日後成為教宗鋪路。
茱莉婭有一個女兒名為蘿拉（Laura），但不確定她是奧爾西諾還是教宗的孩子，Maria Bellonci相信茱莉婭確實有和她的丈夫發生過性關係，但茱莉婭仍聲稱孩子的確是教宗的（即使孩子仍從她的丈夫姓），這個舉動推測是替她的孩子能在未來有著更好的婚姻鋪路。
她於1494年為了前往卡波迪蒙特見她的弟弟安傑洛最後一面而激怒了教宗，因為她弟弟死去後她的丈夫奧爾西諾不讓她回去羅馬，不過他最後在教宗的壓迫下屈服了，並同意他的妻子回去找她的情人，就在回程的路上，茱莉婭遇上了入侵義大利的查理八世的軍隊，並被法軍隊長Yves d'Allegre捕獲，他要求教宗必須支付3,000斯庫多（義大利貨幣單位）才能贖回茱莉婭，當然最後教宗支付了贖金贖回茱莉婭。
茱莉婭作為教宗的情婦直到1499或1500年，由於她年紀的增長，教宗越來越疏遠她。而Maria Bellonci則認為這和阿德里亞娜不再幫助她以及奧爾西諾死於這段時間有關，茱莉婭隨後搬至卡爾博尼亞諾，一個離羅馬不遠的地方，是由亞歷山大六世賜給她丈夫的。而亞歷山大六世在3年後死去。

## 晚年
茱莉婭於1505年回到羅馬參加她的女兒的婚禮，她的女兒嫁給了教宗儒略二世的姪子尼可洛·德拉·羅韋雷（Niccolò della Rovere）。茱莉婭在這之後與一些人產生戀情，但這些人的名字並未被提及，她後來嫁給了喬凡尼·卡佩奇·波朱托（Giovanni Capece Bozzuto），他是個那不勒斯下層貴族。
1506年，茱莉婭成為了卡爾博尼亞諾的總督，她住在城堡的住所裡，幾年後，她的名字被刻在城堡的大門上。根據城堡的編年史紀載，茱莉婭是個有能力且充滿活力的管理者。茱莉婭在1522年離開卡爾博尼亞諾回到羅馬。
1524年，50歲的茱莉亞於她哥哥，時任樞機亞歷山德羅的住所中死去，死因不詳。十年後她的哥哥成為教宗保祿三世，而她的女兒蘿拉與尼可洛的三個孩子分別繼承了奧爾西尼家族的領地。

## 延伸閱讀
- Bellonci, Maria. . Phoenix. 2003. ISBN 9781842126165.
- Patrizia Rosini, Danilo Romei. . Lulu. 2012. ISBN 9781291001204.
- del Vecchio, Edoardo. . Rome: Istituto di Studi Romani. 1972.
- Spinosa, Antonio. . Milan: Mondadori. 1999. ISBN 88-04-48662-7.